# Kloroctena kiselina
Kloroctena kiselina (dikloroctena kiselina, monokloroctena kiselina, kloretan-kiselina, ClCH2COOH ili CH2ClCOOH) je karbonska kiselina. Soli su joj kloracetati (najpoznatiji natrijev kloracetat).

## Svojstva i osobine
S komercijalnog stajališta najvažnija je halogen-kiselina.

Konstantna disocijacija kiselosti za kloroctenu kiselinu iznosi 1,4 x 10−3.

## Dobivanje
Dobiva se kloriranjem octene kiseline (uvođenje klora u čistu octenu kiselinu).
Osim kloriranjem octene kiseline kloroctena kiselina se može dobiti hidrolizom trikloretilena s razrijeđenim kiselinama (primjerice 37%-tna H2SO4).

## Uporaba
Zabranjena joj je upotreba za konzerviranje hrane. Za mikroorganizme je kloroctena kiselina toksična već u vrlo malim koncentracijama, te je izvrsno sredstvo za sterilizaciju. Važan je međuproizvod u dobivanju celuloznih etera.
Velike se količine upotrebljavaju za proizvodnju herbicida (2,4-D), karboksimetilceluloze i indiga. Ona je intermedijer u sintezi etilmalonata, a time u sintezi mnogih važnih organskih spojeva.